# Lucas Giraldo
Lucas Giraldo fue un arquitecto, escultor y imaginero español de estilo renacentista. Discípulo del aragonés Damián Forment y de Vasco de la Zarza, realizó varias obras destacadas en la ciudad de Ávila y sus alrededores entre 1530 y 1540.
Entre 1522 y 1539 estuvo asociado con el también escultor Juan Rodríguez.

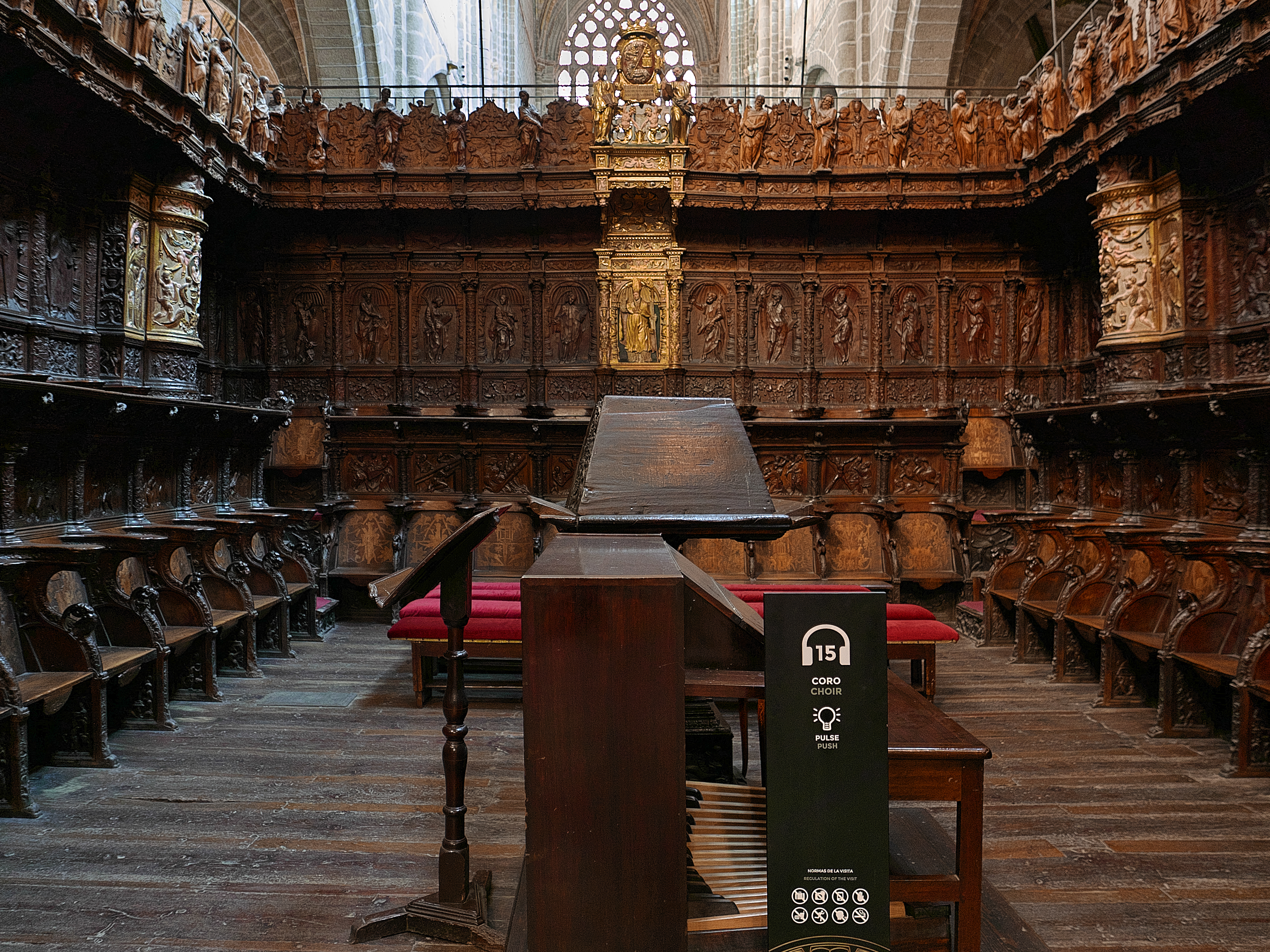
Sillería del coro de la Catedral de Ávila

## Biografía
Hijo de Mateo Giraldo, vecino de Burgos, la primera noticia que se tiene de Lucas Giraldo es en Ávila en 1511, en una carta de casamiento. En 1516 se le ubica en Zaragoza, en relación con el escultor aragonés Damián Forment.
En 1522, de nuevo en Ávila, se asocia con el escultor Juan Rodríguez, hasta 1539. Entre 1542 y 1549 trabajó en compañía con Isidro de Villoldo, hasta que, a causa de una enfermedad que le afecta la mano, decide dedicarse a la arquitectura.

## Obras
Sus obras más destacadas incluyen las que realizó para la catedral de Ávila, donde, junto con Juan Rodríguez, trabajó en el retablo de Santa Catalina, en el trascoro y, en 1536, con Isidro Villoldo y Cornelis de Holanda, en la sillería del coro, entre otras obras.
En 1535, fray Antonio de Guadalupe, de la Orden de San Jerónimo y prior del monasterio de Guisando —cuya colección de pinturas era considerada entre las más importantes del país antes de la construcción del monasterio de El Escorial (y cuyas obras de construcción empiezan en 1563) y que contaría más tarde con varias obras del manierista Juan Correa de Vivar, quien ese mismo año realiza uno de dos trípticos para el monasterio—, le encargó a Giraldo un retablo.
A partir de 1549, se dedica a la construcción de la torre de la iglesia de Nuestra Señora de la Asunción de Arenas de San Pedro.
Trabajó, así mismo, en las obras para levantar el crucero y cabecera con bóvedas de crucería en la iglesia de San Cipriano (Fontiveros) que más tarde fueron modificadas por Rodrigo Gil de Hontañón, .